# Emory H. Price
Emory Hilliard Price (ur. 3 grudnia 1899 w Bostwick, zm. 11 lutego 1973 w Jacksonville) – amerykański polityk, członek Partii Demokratycznej.

## Działalność polityczna
W okresie od 3 stycznia 1943 do 3 stycznia 1949 przez trzy kadencje był przedstawicielem 2. okręgu wyborczego w stanie Floryda w Izbie Reprezentantów Stanów Zjednoczonych.